# Юсупово (Кігинський район)
Юсу́пово (рос. Юсупово; башк. Йосоп) — присілок у складі Кігинського району Башкортостану, Росія. Входить до складу Кандаковської сільської ради.
Населення — 529 осіб (2010; 527 в 2002).
Національний склад:
- башкири — 93 %